# Diocesi di Tenedo
La diocesi di Tenedo (in latino Dioecesis Tenediensis) è una sede soppressa e sede titolare della Chiesa cattolica.

## Storia
Tenedo, isola della Turchia, fu sede di un'antica diocesi, suffraganea dell'arcidiocesi di Mitilene.
Nelle Notitiae Episcopatuum del patriarcato di Costantinopoli, Tenedo compare per la prima volta all'inizio X secolo, nella Notitia tradizionalmente attribuita all'imperatore Leone VI, al terzo posto tra le suffraganee di Mitilene. La diocesi è documentata ancora in altre Notitiae fino al XII secolo; in tre Notitiae del XIV secolo è annoverata tra le sedi metropolitane del patriarcato.
Michel Le Quien, nella sua opera Oriens Christianus, attribuisce a Tenedo tre vescovi: Diodoro, che firmò la lettera sinodale del concilio di Sardica (343/344); Anastasio, deposto nel 431 per le sue posizioni teologiche favorevoli al nestorianesimo; e Florenzio, che fece parte del cosiddetto brigantaggio di Efeso del 449 e del concilio di Calcedonia del 451. In realtà Florenzio era vescovo di Mitilene, che, dopo la deposizione di Anastasio, assumeva in sé anche la carica di vescovo di Tenedo, di Poroselene e del litorale asiatico di competenza dei vescovi di Lesbo; in questa occasione sembra che Florenzio fosse rappresentato sull'isola di Tenedo da un corepiscopo, Evelpisto. La sigillografia ha restituito il nome del vescovo Giorgio, il cui sigillo è datato all'XI secolo.
Dal XIX secolo Tenedo è annoverata tra le sedi vescovili titolari della Chiesa cattolica; la sede è vacante dal 7 gennaio 1971.

## Cronotassi

### Vescovi greci
- Diodoro † (menzionato nel 343/344)
- Anastasio † (? - 431 deposto)
- Florenzio ? † (prima del 449 - dopo il 451)
- Giorgio † (XI secolo)

### Vescovi titolari
- Giovanni Giacomo della Bona † (4 maggio 1874 - 27 febbraio 1880 nominato vescovo di Trento)
- Jean-Joseph Fenouil, M.E.P. † (29 luglio 1881 - 10 gennaio 1907 deceduto)
- Eugenio Cano † (15 aprile 1907 - 12 marzo 1914 deceduto)
- Evangelista Latino Enrico Vanni, O.F.M.Cap. † (15 aprile 1916 - 21 agosto 1937 succeduto arcivescovo di Agra)
- Etienne Bornet † (16 dicembre 1937 - 4 giugno 1958 deceduto)
- Pedro Reginaldo Lira † (16 luglio 1958 - 12 giugno 1961 nominato vescovo di San Francisco)
- Giovanni Canestri † (8 luglio 1961 - 7 gennaio 1971 nominato vescovo di Tortona)